# Anthony Leggett
Pour les articles homonymes, voir Leggett.
Anthony James Leggett, né le 26 mars 1938, est un physicien américano-britannique spécialiste de la physique des basses températures. Il est colauréat avec Vitaly Ginzburg et Alekseï Abrikossov du prix Nobel de physique de 2003.

## Biographie
Il naît à Camberwell, un quartier de Londres. Ses études universitaires commencent au Balliol College en 1955 puis au Merton College. Il effectue ses recherches post-doctorales à l'université de l'Illinois à Urbana-Champaign (UIUC). De retour en Angleterre il enseigne à l'université de Sussex de 1967 à 1982. Leggett accepte ensuite un poste de professeur à l'UIUC, il obtient la double nationalité américano-britannique et s'installe aux États-Unis.
Pour ses travaux en physique des basses températures, il est colauréat avec Vitaly Ginzburg et Alekseï Abrikossov du prix Nobel de physique de 2003 « pour des contributions pionnières à la théorie des supraconducteurs et des superfluides ».
Il est membre de plusieurs sociétés savantes, dont l'Académie nationale des sciences des États-Unis, la Société américaine de philosophie, l'Académie américaine des arts et des sciences, l'Académie des sciences de Russie (membre étranger), la Royal Society, la Société américaine de physique et l'American Institute of Physics.
Ses recherches actuelles portent sur la supraconductivité d'oxydes de cuivre, la superfluidité des gaz atomiques dégénérés et des questions conceptuelles dans les fondations de la mécanique quantique.
Anthony Leggett a été fait chevalier commandeur de l'ordre de l'Empire britannique en 2004.